# Universidad Marítima de Chile
La Universidad Marítima de Chile fue una universidad privada de Chile, con sede en la Región de Valparaíso. Fue fundada en 1990.[cita requerida]
Al momento del traspaso de sus alumnos a la UNAB en 2008, ocupaba el 40.º lugar de las universidades chilenas, según el ranking de El Mercurio.

## Historia
Nace como fundación de derecho privado sin fines de lucro, bajo el amparo de la Armada de Chile y con la participación de la Fundación Carlos Condell, por lo que trajo consigo una visión marítima a su misión educativa.[cita requerida] La universidad contaba con un campus de 2,5 hectáreas emplazadas en el barrio de Jardín del Mar, en el balneario de Reñaca, Viña del Mar.[cita requerida]
En 2007 firmó un convenio con la Universidad Andrés Bello que implicó el traspaso de todo su alumnado a la UNAB a partir de 2008.
En 2010 cambia de manos y pasa a llamarse Universidad Los Leones.

## Organización
- Facultad de Arquitectura y Diseño
  - Arquitectura
  - Diseño
- Facultad de Derecho y Ciencias Sociales
  - Derecho
  - Trabajo Social
- Facultad de Educación y Humanidades
  - Educación Parvularia
  - Historia y Geografía
- Facultad de Ingeniería
  - Ingeniería Civil Industrial
  - Ingeniería Comercial
  - Ingeniería en Gestión de Negocios Internacionales
- Facultad de Intereses y Servicios Marítimos
  - Marina Mercante mención Máquinas
  - Marina Mercante mención Puentes
  - Ingeniería en Transporte Marítimo
  - Técnico de Nivel Superior en Administración de Transporte Marítimo